# Apiszal

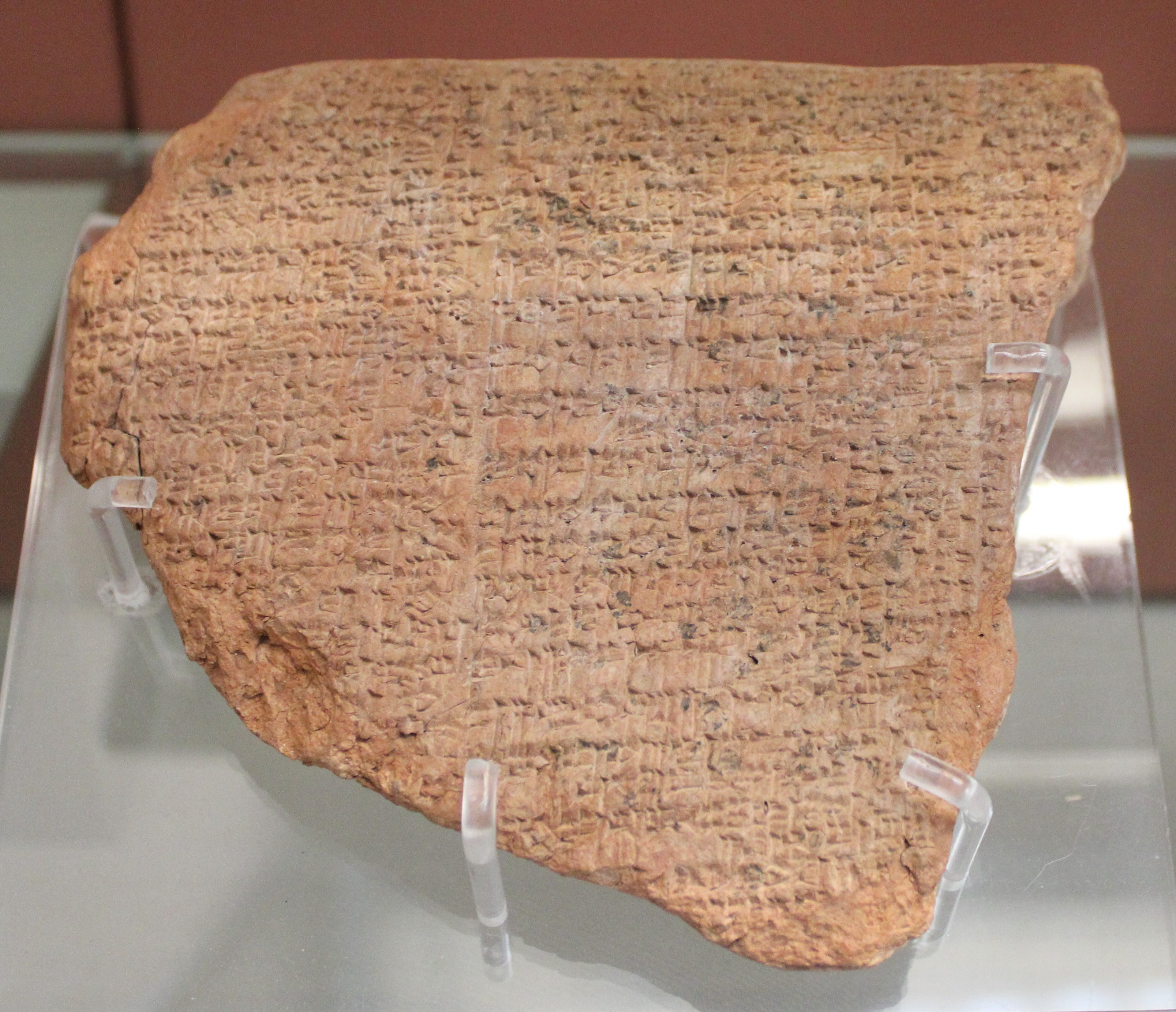
Fragment glinianej tabliczki z zapisanym na niej pismem klinowym utworem literackim opisującym wyprawę akadyjskiego króla Naram-Sina przeciw miastu Apiszal; okres starobabiloński (1700-1500 p.n.e.), zbiory Muzeum Brytyjskiego (nr inwent. BM 139965).

Apiszal (w transliteracji z pisma klinowego zapisywane A-pi-šal) – starożytne miasto w północnej Mezopotamii, nierozpoznane archeologicznie, leżało najprawdopodobniej po zachodniej stronie Eufratu, w regionie pomiędzy miastami Karkemisz i Aleppo. Nie należy go mylić ze starożytnym miastem Apiszal w południowej Mezopotamii, które leżało na obszarze kontrolowanym przez sumeryjskie miasto-państwo Umma.
W tekstach literackich opisujących dokonania akadyjskiego króla Naram-Sina (2254-2218 p.n.e.) znajduje się wzmianka o królu Risz-Adadzie (Resz-Adadzie) z miasta Apiszal, który miał być jednym ze zbuntowanych władców pokonanych przez Naram-Sina w trakcie tzw. „wielkiej rewolty”. Zdobycie przez Naram-Sina miasta Apiszal i pokonanie jego króla Risz-Adada opisane są też w jednej z babilońskich kronik:

„Naram-Sin, syn Sargona, [wyruszył] przeciw miastu Apiszal. Dokonał wyłomu (w murach miasta) i schwytał Resz-Ad[ada], króla Apiszal i wezyra Apiszal”

Niemal dokładne duplikaty tego ustępu znaleźć można w późniejszych tekstach wróżb (omen texts), a użyta fraza „dokonał wyłomu” (pilšu ipluš, dosł. „wyłom wyłamał”) jest ewidentną grą słów, jako że rdzeń akadyjskich słów pilšu („wyłom”) i palāšu („wyłamywać”) ma te same spółgłoski co nazwa Apiŝal.
W zachowanych inskrypcjach królewskich Naram-Sina nie ma wprawdzie żadnej wzmianki o zdobyciu przez niego miasta Apiszal, ale współczesne mu źródła wspominają o królu Risz-Adadzie rządzącym miastem Armanum, które niektórzy badacze próbują identyfikować z Aleppo. 
Wzmianki o mieście Apiszal znaleźć też można w tekstach z czasów panowania asyryjskiego króla Szamszi-Adada I (1796-1775 p.n.e.). Wiadomo na przykład, że Jasmah-Adad, asyryjski wicekról Mari, wysłał Mekumowi, królowi Apiszal, pewną ilość cyny, za którą ten zapłacić miał winem. Mekum odmówił jednak wysłania wina, pomimo nalegań Aplahandy, króla Karkemisz. 
Ciekawostkę związaną z Apiszal stanowi fakt, iż od nazwy tego miasta wywodzi się akadyjskie słowo apišalû, oznaczające rodzaj choroby lub deformacji ciała.